# Buthus occitanus
Buthus occitanus is een schorpioenensoort uit de familie van de Buthidae.

## Verspreiding en leefgebied
Deze soort komt voor in delen van Noord-Afrika en West-Azië in open, struweelachtige terreinen.

## Giftigheid
Deze soort is in Afrika behoorlijk giftig, maar er bestaat een tegengif tegen hun steek. Exemplaren die in Zuid-Frankrijk worden gevonden lijken aanzienlijk minder giftig te zijn. Moleculaire analyse lijkt erop te duiden dat het hier waarschijnlijk toch om verschillende soorten gaat, dan wel om aanzienlijke genetische variatie binnen de soort